# Пйотр Щижик із Фалкува
Пйотр з Фалкува, званий «Щижиком» пол. Szyrzyk або Фальковський, гербу Долива (пом. 6 червня 1348, Авіньйон) — польський релігійний і державний діяч, краківський єпископ (1347–1348), підканцлер краківський (королівський) (1322–1333 та 1343–1345).

## Життєпис
Народився Пйотр, імовірно, наприкінці XIII століття у Фалкуві. Він був сином Станіслава Шижика з Бжезе, мав багатьох братів і сестер, зокрема, брата Якуба, каноніка краківського і канцлера сєрадзького (пом. 1357), брата Яна, підстолія брест-куявського. Блискуча кар'єра Пйотра свідчить про його надзвичайні здібності та високий рівень освіти, здобутої, найімовірніше, під час навчання в університеті.
Перед 1316 роком Пйотр став секретарем Владислава I Локетка, а невдовзі його підканцлером двору (1322–1333). Завдяки підтримці короля він зосередив у своїх руках численні й багаті пребенди: схоластика келецького (до 1316), пробста стопніцького, потім став каноніком краківським (1321), ґнєзненським (1325), келецьким, познанським та вроцлавським (1326), пробстом сандомирським (1326). Причому, ці бенефіції він обіймав як світська особа. Перед 1333 роком, коли він залишив королівську канцелярію, але зберіг собі, принаймні, деякі бенефіції, як, наприклад, багате пробоство у колегіальному костелі святого Флоріана на Клепаржі біля Кракова (з 1332 року).
Разом із братом Якубом Пйотр володів маєтком Фалкув у Опочинській землі, де розбудовував поселення. У своєму родинному селі Фалкуві він заснував парафіяльний костел, освячений 1325 року, а 1340 року на основі королівського дозволу заснував міське поселення на магдебурзькому праві.
Він знову обіймав посаду підканцлера протягом 1343–1345 років, ділився своїм досвідом і порадами з Казимиром Великим.
Пйотр із Фалкува був співробітником краківського єпископа Яна Ґрота. 1347 року, після смерті останнього, він за підтримки короля був обраний краківським єпископом і невдовзі як людина, «відома своїм благородством і чудовими чеснотами» (Я. Длугош), разом із Яном Бодзентою, тодішнім деканом Краківської капітули, виїхав до Авіньйону. Там він мав домагатися папського затвердження свого єпископського сану та полагодити певні державні справи. Він був висвячений спочатку на священника, після цього отримав провізію від папи Климента VI 12 грудня 1347 року, потім отримав єпископське посвячення в лютому 1348 року. Проте, повертаючись до Польщі, Пйотр захворів на чуму та помер в Авіньйоні 6 червня 1348 року; там був і похований.